# 74HC-serien

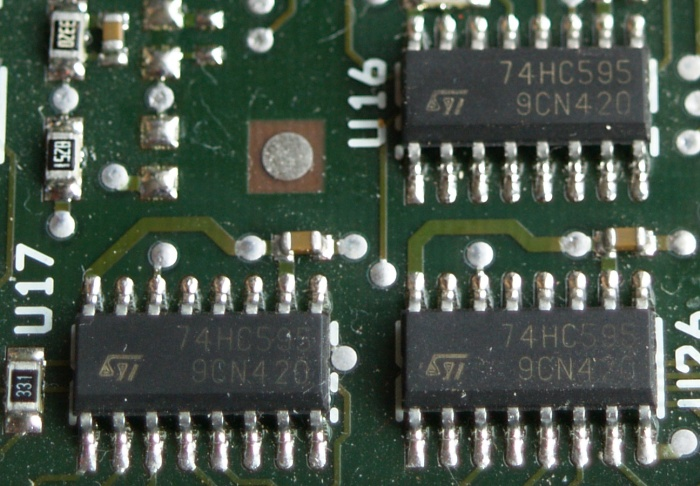
Tre stycken 74HC595 på ett kretskort.

74HC-serien är en typ av integrerad krets härledd från 7400-serien. 
Denna familj utnyttjar snabb komplementär kretsteknik (High speed CMOS) i form av snabba logikkretsar vilka kan arbeta med drivspänningar mellan två och sex volt.. HC-MOS är förhärskande inom all digitalteknik (läs processorer) i dag[när var det?]. De har även utvecklats till att fungera med 3V's matning i moderna processorer. Detta för att hålla nere switch-förlusterna då alla transistorer har en begränsad hastighet med vilken de kan byta tillstånd och det är även enda gången CMOS har värmeförluster. Genom att hålla nere drivspänningen, håller man nere förlusterna och då även temperaturen hos chipet.